# Primarias del Partido Demócrata de 2008 en Nueva Jersey
Las Primarías demócratas de Nueva Jersey, 2008 fueron el 5 de febrero de 2008, también conocido como Super Martes. 

## Resultados
| Candidato        | Votes     | Porcentajes | Condados | Delegados |
| ---------------- | --------- | ----------- | -------- | --------- |
| Hillary Clinton  | 599,620   | 54.3%       | 0        | 51        |
| Barack Obama     | 489,808   | 44.4%       | 0        | 37        |
| John Edwards*    | 14,396    | 1.3%        | 0        | 0         |
| Joe Biden*       | ?         | ?%          | 0        | 0         |
| Bill Richardson* | ?         | ?%          | 0        | 0         |
| Dennis Kucinich* | ?         | ?%          | 0        | 0         |
| Total            | 1,103,824 | 100%        | 0        | 88        |

* Candidato se ha retirado antes de las primarias.
Mike Gravel, no estaba en las boletas electorales de Nueva Jersey.